# Saint-Germain-l'Herm
Saint-Germain-l'Herm is een gemeente in het Franse departement Puy-de-Dôme (regio Auvergne-Rhône-Alpes) en telt 515 inwoners (1999). De plaats maakt deel uit van het arrondissement Ambert.

## Geografie
De oppervlakte van Saint-Germain-l'Herm bedraagt 35,5 km², de bevolkingsdichtheid is 14,5 inwoners per km².
De onderstaande kaart toont de ligging van Saint-Germain-l'Herm met de belangrijkste infrastructuur en aangrenzende gemeenten.

## Demografie
Onderstaande figuur toont het verloop van het inwonertal (bron: INSEE-tellingen).